# 欧进萍
欧进萍（1959年3月8日—），男，湖南宁远人，中国结构监测、控制与防灾减灾工程专家，哈尔滨工业大学教授。

## 生平
1978年，毕业于湘潭大学零陵分校水电系。
1983年，取得武汉建筑材料工业学院（今武汉理工大学）结构工程硕士学位。
1987年，取得哈尔滨建筑大学结构力学博士学位。
2003年，当选中国工程院院士。

## 主要研究
欧进萍主要研究领域包括结构灾害动力效应与振动控制，结构灾害演化行为与健康监测，抗灾减灾新型结构体系与性能设计。